# Han Kang
Det här är en artikel om en person med koreanskt personnamn; Han är familjenamnet.
Han Kang (koreanska: 한강), född 27 november 1970 i Gwangju, är en sydkoreansk författare. År 2016 tilldelades hon Man Booker International Prize för romanen Vegetarianen (i svensk översättning), och 2018 nominerades Den vita boken till samma pris. Hon tilldelades 2024 Nobelpriset i litteratur för sin ”intensiva poetiska prosa, som konfronterar historiens trauman och blottlägger människans sårbarhet”.

## Biografi

### Bakgrund
Han Kang föddes i Gwangju, men flyttade vid nio års ålder med familjen till Seoul. Hon kommer från en litterär familj där hennes far  Han Seung-won är en erkänd romanförfattare. Han Kang har studerat koreansk litteratur vid Yonsei-universitetet.

### Författande
Han Kang fick några dikter publicerade 1993 i tidskriften Litteratur och samhälle. Hennes prosadebut kom 1995 med novellsamlingen Yeosu. Hennes debutroman kom 1998 och sedan och därefter utkom i tät följd flera prosaverk, såväl romaner som noveller. 
År 2007 publicerades hennes uppmärksammade verk Vegetarianen. Han Kang hade fått flera utmärkelser i Korea innan hon fick större internationellt genomslag i samband med Bookerpriset 2016, för Vegetarianen som då kommit i engelsk översättning. Boken är i tre delar, var och en skildrad ur en annan persons perspektiv, men genomgående med Yeong-Hye som huvudperson. Yeong-Hye är en kvinna som önskar lämna mänskligheten och i stället rota sig som en växt. Vegetarianen filmatiserades 2010, med Lim Woo-seong som regissör och visades på filmfestivaler internationellt.
Levande och döda publicerades som hennes första verk på svenska 2016 (originalspråk 2014). Det är en berättelse baserad på den massaker som ägde rum i författarens födelsestad Gwangju, bara några månader efter att familjen flyttat därifrån. Genom materialet ställs frågan om vad det innebär att vara människa och hur brutalitet och värdig medmänsklighet möts. Det är en fråga som funnits med Han Kang sedan hon var barn. Hon har beskrivit att Astrid Lindgrens Bröderna Lejonhjärta var en berättelse som hjälpte henne att förstå.
Han Kangs roman Den vita boken utkom på svenska 2019 (originalspråk 2016). Det är en experimentell och självbiografisk berättelse som utifrån allt vitfärgat blandar andra världskrigets förstörelse och en storasysters död som spädbarn. 2018 blev boken nominerad till internationella Bookerpriset. Han Kang gästade Bokmässan i Göteborg 2019, som hade tema Sydkorea. Inför mässan hade Den vita boken översatts till svenska direkt från koreanska.
Romanen Jag tar inte farväl utkom på svenska 2024.  Han Kang skildrar kärlek och ett nationellt trauma, fokuserat på 1948 års massaker på ön Jeju där 10 procent av befolkningen dödades. Projektet krävde flera års arbete, inklusive en period då hon levde på Jeju.
År 2018 blev Han Kang som femte författare utvald till Framtidsbiblioteket i Oslo. Hon bidrog 2019 med texten "Kära son, min älskade", som kommer att vara hemlig tills projektet avslutas 2114.

### Övriga aktiviteter
Vid sidan av sitt författarskap har hon arbetat som lärare i kreativt skrivande vid Seouls konstuniversitet. Hon har även ägnat sig åt konst och musik och sjungit och spelat in egna sånger.

### Utgivet på svenska
- 2016 – Levande och döda (소년이 온다 (2014), översättning: Eva Johansson, Natur & Kultur) ISBN 978-91-27-14907-6.
- 2016 – Vegetarianen (채식주의자 (2007), översättning: Eva Johansson, Natur & Kultur) ISBN 978-91-27-14909-0.
- 2019 – Den vita boken (흰 (2016), översättning: Anders Karlsson och Okkyoung Park, Natur & Kultur) ISBN 978-91-27-16194-8.
- 2024 – Jag tar inte farväl (작별하지 않는다 (2021), översättning: Anders Karlsson och Okkyoung Park, Natur & Kultur) ISBN 978-91-27-17931-8.
- 2025 – Fyra berättelser : Min kvinnas frukt, Europa, Tillfrisknande och Nio stycken, översättning: Anders Karlsson och Okkyoung Park ISBN 9789127192355[25]

Levande och döda samt Vegetarianen översattes via de engelska utgåvorna.

## Utmärkelser
- 이상문학상,  2005[27]
- Man Booker International Prize, för Vegetarianen,  2016[28][29][30]
- Premio Arcebispo Xoán de San Clemente de novela estranxeira, för Vegetarianen,  2019
- Prix Médicis étranger, för Jag tar inte farväl,  2023[31]
- Nobelpriset i litteratur,  2024[32][33]
- Emile Guimet Prize for Asian Literature, för Jag tar inte farväl,  2024[34]
- Ho-Ams konstpris

[Redigera Wikidata]